# Yash Chopra
Yash Rāj Chopra (hindi: यश चोपड़ा, ur. 27 września 1932 w Lahaur, zm. 21 października 2012 w Mumbaju) – indyjski pisarz, reżyser i producent filmowy w Bollywoodzie. Najbardziej znane filmy w jego reżyserii to Waqt, Deewaar, Chwile, Strach, Serce jest szalone i Veer-Zaara.

## Życiorys
Yash Choprā urodził się w Lahaur (obecnie – Pakistan) w pendżabskiej rodzinie w 1932 roku jako najmłodszy z ośmiorga dzieci Vilāyati Rāj Choprā. Początkowo pracował jako asystent reżysera I. S. Johara, następnie dla reżysera i producenta swojego brata B. R. Chopry. Brat dał mu okazję do wyreżyserowania pierwszego filmu (Dhool Ka Phool). Pod koniec lat 60. ich drogi rozeszły się. Yash założył własną wytwórnię Yash Raj Films.
Dāg (1973) było pierwszym filmem Yasha wyprodukowanym w jego własnej wytwórni Yash Raj Films.
Yash i jego żona, Pamela, mają dwóch synów: Aditya Chopra i Uday Chopra. Aditya jest reżyserem filmowym, pracuje w ramach wytwórni produkcyjnej ojca Yash Raj Films. Jest autorem takich filmów jak Żona dla zuchwałych czy Miłość żyje wiecznie. Uday Chopra jest aktorem. Został zauważony w Miłość żyje wiecznie, grał też w Czy chcesz być moim przyjacielem?, Dhoom, Dhoom 2, Wesele mojej ukochanej czy Neal i Nikki. Jego bratanek Ravi Chopra też jest reżyserem (Ogrodnik).
W 2005 został odznaczony Orderem Padma Bhushan.

## Filmografia

### Producent
- Daag: A Poem of Love (1973)
- Kaala Patthar (1979)
- Noorie (1979)
- Silsila (1981)
- Nakhuda (1981)
- Sawaal (1982)
- Mashaal (1984)
- Faasle (1985)
- Vijay (1988)
- Chandni (1989)
- Chwile (1991)
- Strach (1993)
- Aaina (1993)
- Yeh Dillagi (1994)
- Żona dla zuchwałych (1995)
- Humko Ishq Ne Maara (film TV) (1997)
- Serce jest szalone (1997)
- Miłość żyje wiecznie (2000)
- Czy chcesz być moim przyjacielem? (2002)
- Wesele mojej ukochanej (2002)
- Ukochana (2002)
- Zakochani (2004)
- Dhoom (2004)
- Veer-Zaara (2004)
- Bunty i Babli (2005)
- Trudna droga do miłości (2005)
- Neal i Nikki (2005)
- Unicestwienie (2006)
- Dhoom 2 (2006)
- Kabul Express (2006)
- Tara Rum Pum (2007)
- Tańcz, dziecinko, tańcz! (2007)
- Naprzód, Indie! (2007)
- Podróż kobiety (2007)
- Aaja Nachle: Zatańcz ze mną (2007)
- Zabójczy styl (2008)
- Thoda Pyaar Thoda Magic (2008)
- Strzeżcie się, ślicznotki! (2008)
- Roadside Romeo (2008)
- Rab Ne Bana Di Jodi (2008)

### Reżyser
- Dhool Ka Phool (1959)
- Dharmputra (1961)
- Waqt (1965)
- Aadmi Aur Insaan (1969)
- Ittefaq (1969)
- Daag: A Poem of Love (1973)
- Joshila (1973)
- Deewaar (1975)
- Kabhi Kabhie (1976)
- Trishul (1978)
- Kaala Patthar (1979)
- Silsila (1981)
- Mashaal (1984)
- Faasle (1985)
- Vijay (1988)
- Chandni (1989)
- Chwile (1991)
- Parampara (1992)
- Strach (1993)
- Serce jest szalone (1997)
- Veer-Zaara (2004)
- Jab Tak Hai Jaan (2012)